# Sokolnictwo
Sokolnictwo (myślistwo ptasze) – jedna z gałęzi łowiectwa; sztuka układania (tresury) ptaków drapieżnych oraz łowy przy użyciu tych ptaków.

## Historia
Początki sokolnictwa sięgają początków ludzkiej cywilizacji i zamierzchłych czasów, kiedy to nawet u prymitywnych ludów, a zwłaszcza nomadów wiodących koczowniczy tryb życia, stało ono na bardzo wysokim poziomie. Było podstawą ich egzystencji obok zbieractwa i myślistwa. Świadczą o tym m.in. motywy na starożytnych malowidłach. Myśliwego z ptakiem na pięści, przedstawiają też datowane na 1500 lat p.n.e. rzeźby, znalezione w Turcji. Płaskorzeźba z czasów Sargona II (722–705 p.n.e.) myśliwy z orłem, potwierdza, że ten sposób polowania znali Asyryjczycy.
Jednym z pierwszych pisanych źródeł wiedzy o sokolnictwie jest traktat Ktesjasza z Knidos (nadworny lekarz króla perskiego Artakserksesa II) z początku V wieku p.n.e. Opisuje on szczegółowo polowania na lisy i zające, z użyciem orłów oraz sposoby układania ptaków drapieżnych, przez ludy centralnej Azji. Świadectwo sokolnictwa w starożytnej Tracji daje Arystoteles w dziele Zoologia.
Z bardzo bogatych i wielowiekowych tradycji sokolnictwa światowego do chwili obecnej zachowało się niewiele. Nawet najznakomitsze muzea europejskie posiadają w swych zbiorach tylko niewielką liczbę utensyliów związanych bezpośrednio z dawnym sokolnictwem. Nawet w Polsce, słynącej zwłaszcza w XVI i XVII wieku z doskonałych tradycji i sokolników, nie zachowały się prawie żadne akcesoria towarzyszące łowom z sokołami.
Niektórzy polscy sokolnicy byli bardzo sławni i zabiegano o ich usługi nawet na cesarskich dworach. I tak np. w XVI wieku Janusz Latalski był sokolnikiem u cesarza Ferdynanda I i układał mu sokoły.
Nawet w dawnym piśmiennictwie dostrzega się ubóstwo opisów związanych z układaniem i polowaniem z sokołami i nigdzie nie można spotkać pełnego opisu traktującego o sokolnictwie. We fragmentach zachowało się tylko sławne dzieło cesarza Fryderyka II z pierwszej połowy XIII wieku opisującego ten sposób łowów, a mianowicie De arte venandi cum avibus, a istniejące dwa manuskrypty oraz jego kopie wykonane przez Jeana Dampierre w 1308 roku znajdują się tylko w Bibliotece Watykańskiej i Bibliotece Narodowej w Paryżu.
Ciekawym wyjątkiem jest jeden z najstarszych zabytków piśmiennictwa w języku polskim – Myślistwo ptasze Mateusza Cygańskiego z 1584 roku. Cygański w swym dziele o polowaniu na ptaki i z ptakami opisuje m.in. metody układania ptaków drapieżnych i polowania z nimi.
Stosunkowo wiele informacji na temat sokolnictwa i układania sokołów można znaleźć w Encyklopedii Staropolskiej Zygmunta Glogera.
Najpełniejsze współczesne kompendium wiedzy o historii sokolnictwa w Polsce to Z sokołami na łowy Mieczysława Mazarakiego z 1977 roku.

## Sokolnictwo na świecie
Polowanie z ptakami łowczymi praktykowane jest na wszystkich kontynentach, z wyraźnymi różnicami co do tradycji i stosowanych metod układania, polowania oraz wykorzystywanych utensyliów.
Organizacje sokolnicze z całego świata zrzeszone są w Międzynarodowym Stowarzyszeniu Sokolnictwa i Ochrony Ptaków Drapieżnych (International Association for Falconry and Conservation of Birds of Prey – IAF)
16 listopada 2010 roku Komitet UNESCO wpisał sokolnictwo na Listę Reprezentatywną Niematerialnego Dziedzictwa Kulturowego Ludzkości.

## Sokolnictwo w Polsce[3]

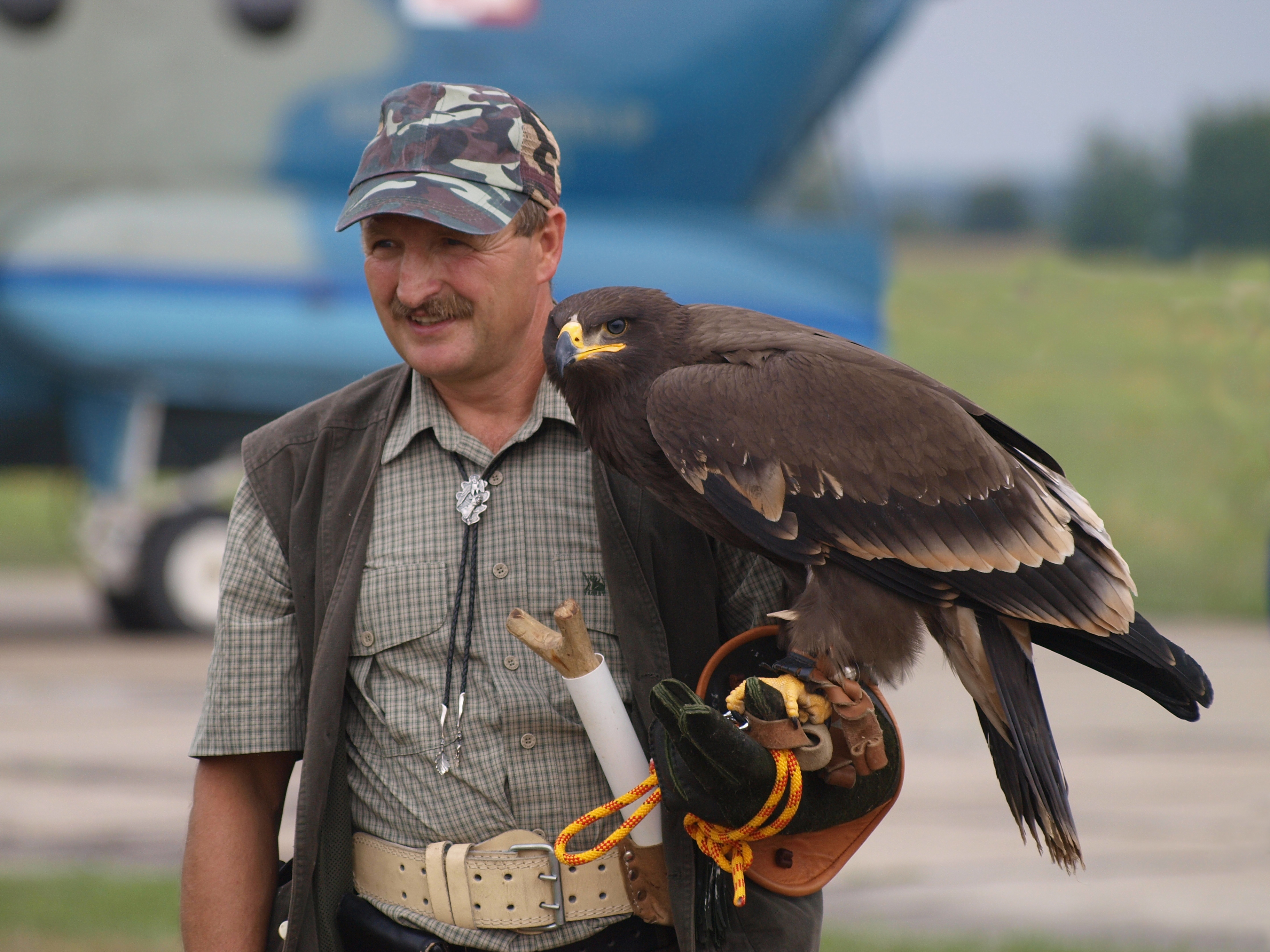
Sokolnik K.Domański podczas pracy na lotnisku

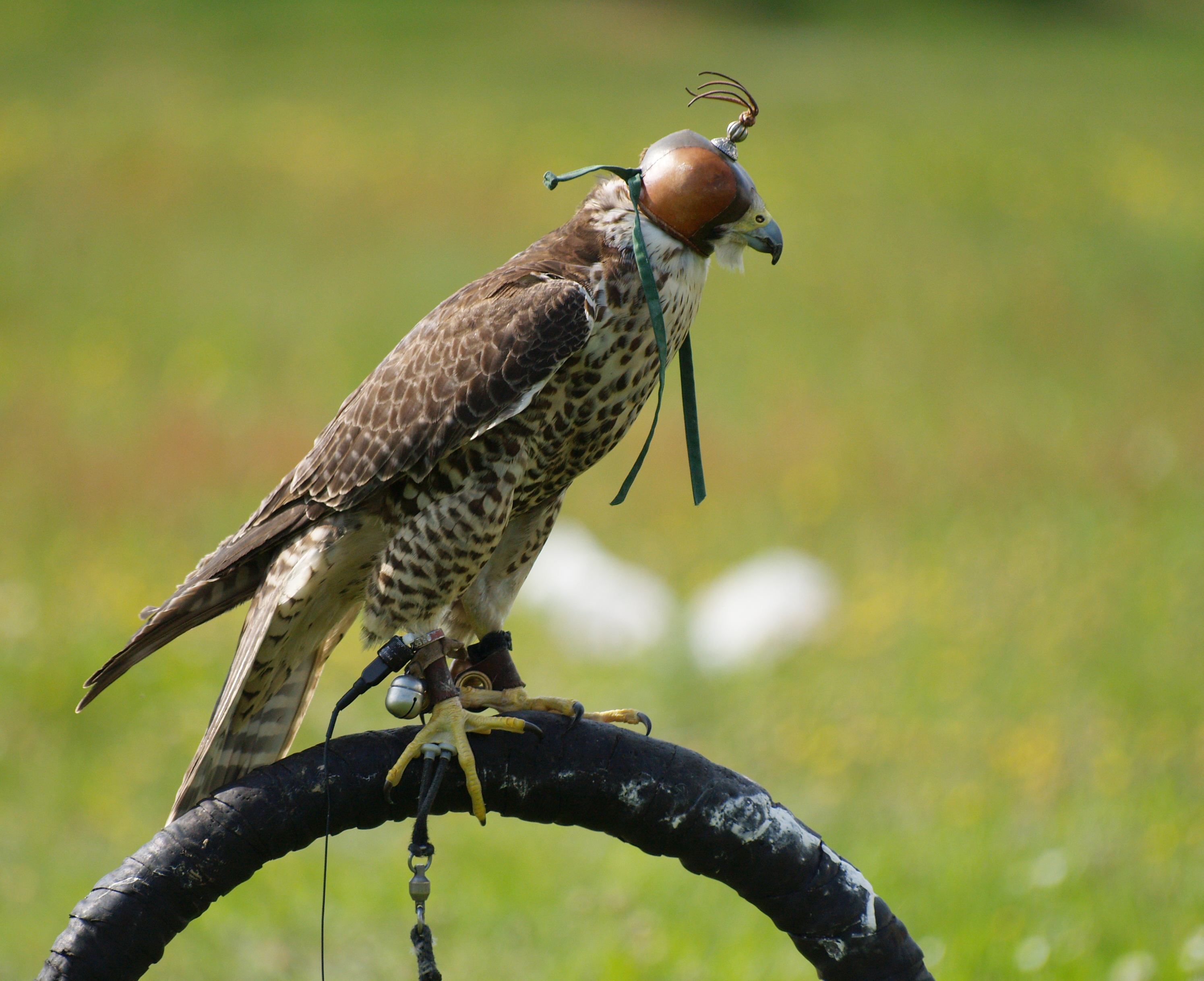
Raróg w sokolniczym rynsztunku

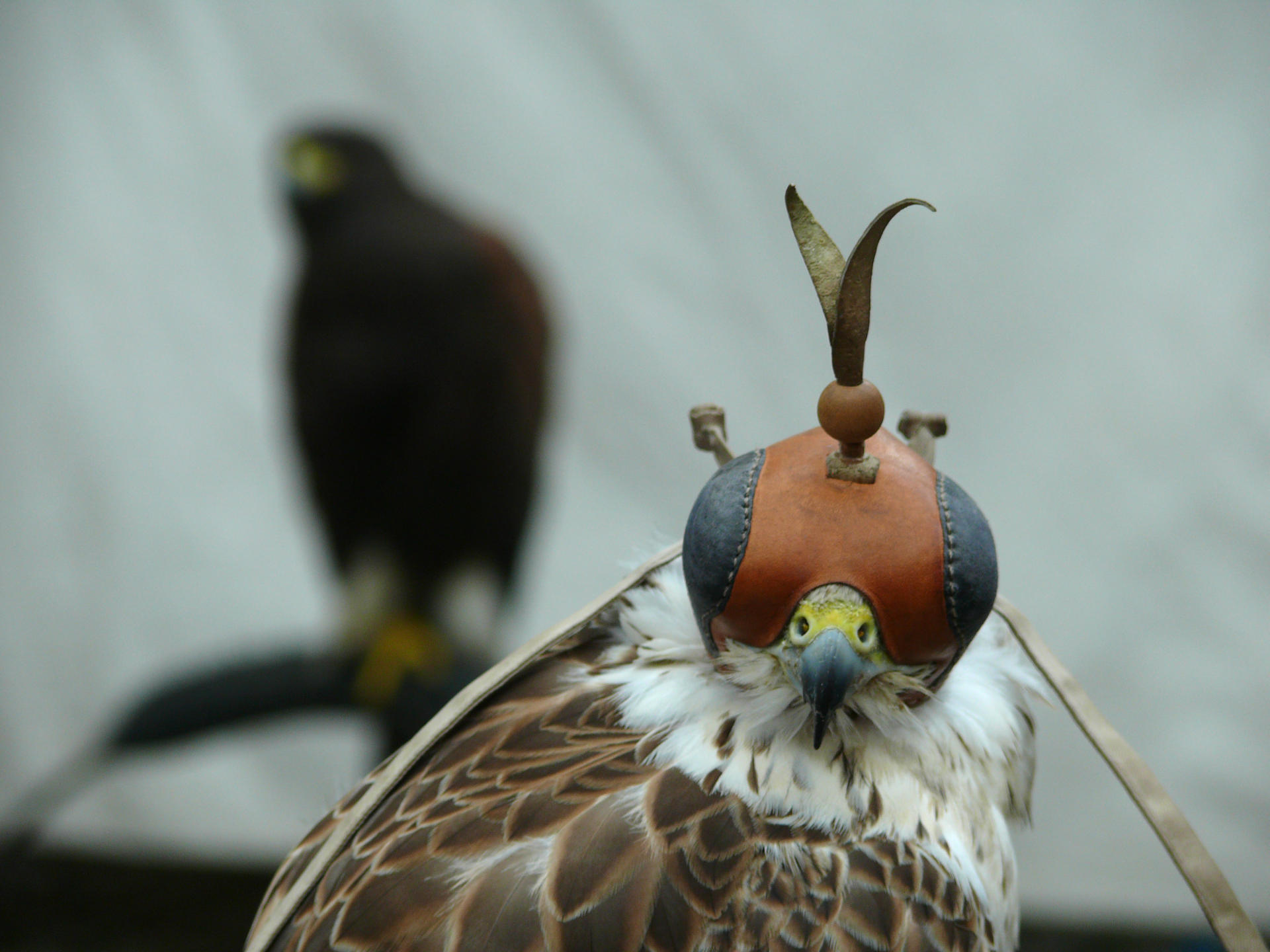
Ptak sokolnika w kapturze

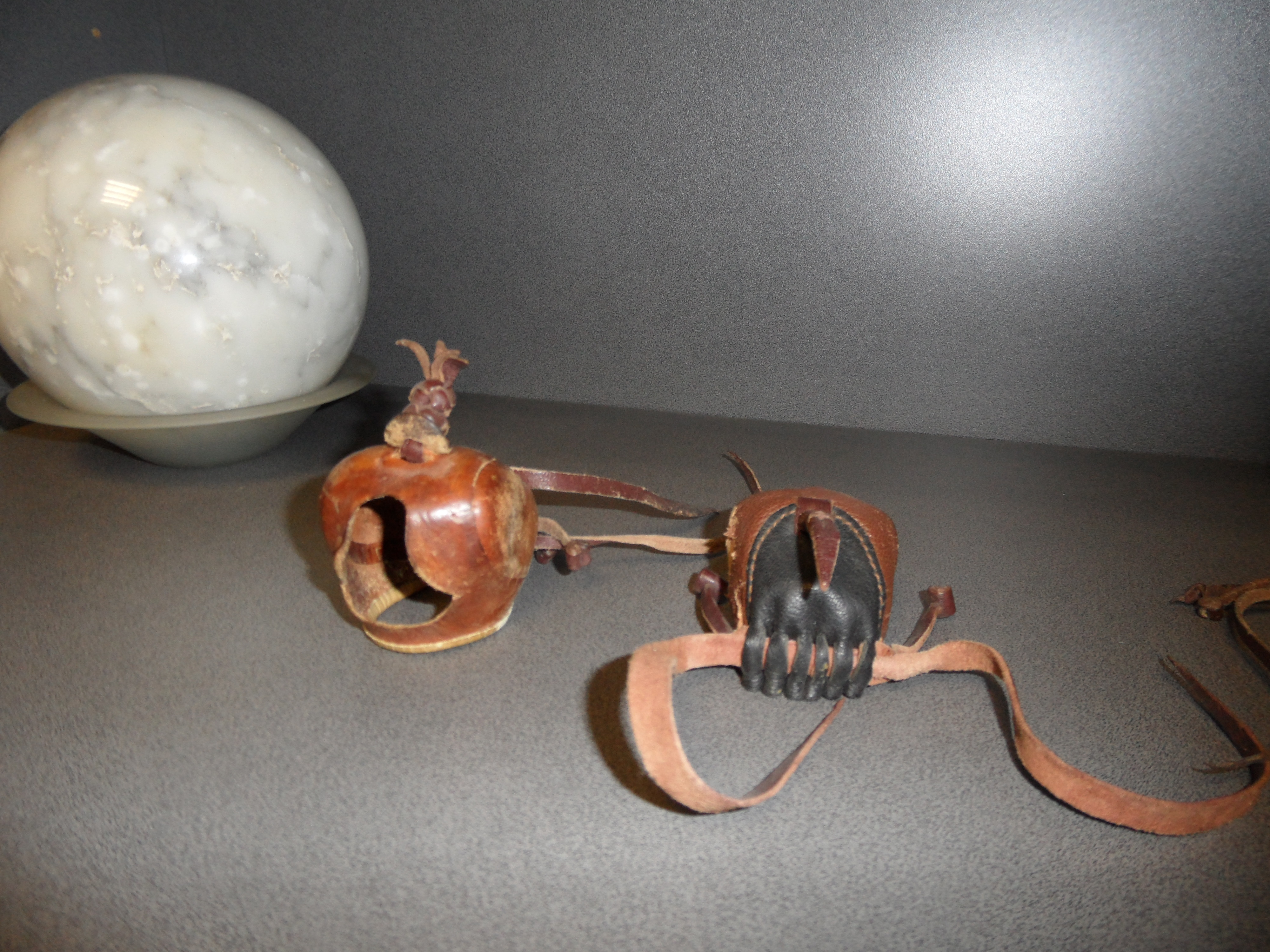
Akcesoria sokolnicze: kaptur i pęta

Ślady praktykowania sokolnictwa na terenie Polski zachowały się w średniowiecznych łacińskich dokumentach oraz nazewnictwie miejscowym. Obecne miasto Sokółka była w średniowieczu wsią koronną, której mieszkańcy zobowiązani byli do hodowli sokołów.
Pierwsze dzieło o sokolnictwie w języku polskim pt. Myślistwo ptasze, w którym się opisuje sposób dostawania wszelakiego ptaka opublikował w Krakowie w 1584 roku polski przyrodnik Mateusz Cygański .
Sokolnictwo w Polsce w wieku XIX i pierwszej połowie wieku XX było w zaniku. Z całego tego okresu znane są pojedyncze ślady w literaturze przyrodniczej, m.in. w dziełach Taczanowskiego i Wodzickiego. W okresie międzywojennym próbę restytucji sokolnictwa podjął prof. August Dehnel. W 1939 roku wydał w niewielkim nakładzie podręcznik sokolnictwa O sztuce układania ptaków drapieżnych do łowów, wcześniej drukowany w odcinkach w Łowcu Polskim.
W 1971 roku Czesław Sielicki zorganizował w Technikum Leśnym w Tucholi pierwszą grupę sokolników. W 1972 roku z jego inicjatywy powstało Gniazdo Sokolników przy Zarządzie Głównym Polskiego Związku Łowieckiego, a w 1973 roku zorganizował I Łowy z Sokołami, od tej chwili coroczny zjazd polskich sokolników, zaś w 1972 roku opublikował pierwszy powojenny podręcznik sokolnictwa Układanie ptaków łowczych.
Obecnie istnieją 2 organizacje sokolników – wspomniane wyżej Gniazdo Sokolników oraz Stowarzyszenia na Rzecz Dzikich Zwierząt „Sokół”, organizacja zajmująca się ochroną sokoła wędrownego.
W 2011 roku nastąpiło samorozwiązanie Polskiego Zakonu Sokolników, z siedzibą w Tucholi, organizacji skupiającej miłośników sokolnictwa z regionu Tucholi oraz uczniów i absolwentów Technikum Leśnego w Tucholi.
Poza polowaniem sokolnicy zajmują się także ochroną i rehabilitacją ptaków drapieżnych (współtworzyli m.in. Program Restytucji Populacji Sokoła Wędrownego w Polsce) oraz obrączkowaniem chronionych gatunków.
Sokolnicy zajmują się też ochroną biologiczną lotnisk cywilnych i wojskowych. Metoda sokolnicza jest najskuteczniejszą formą płoszenia ptaków w rejonie portów lotniczych. Względy bezpieczeństwa spowodowały, że każde większe lotnisko cywilne czy wojskowa baza lotnicza zatrudnia sokolnika. Często ze względu na nadmierne gromadzenie się ptaków z usług sokolniczych korzystają też wysypiska i sortownie śmieci.
Sokolnictwo-żywa tradycja 12 października 2015 roku zostało wpisane na Krajową Listę niematerialnego dziedzictwa kulturowego.